# Objaw Kuchera

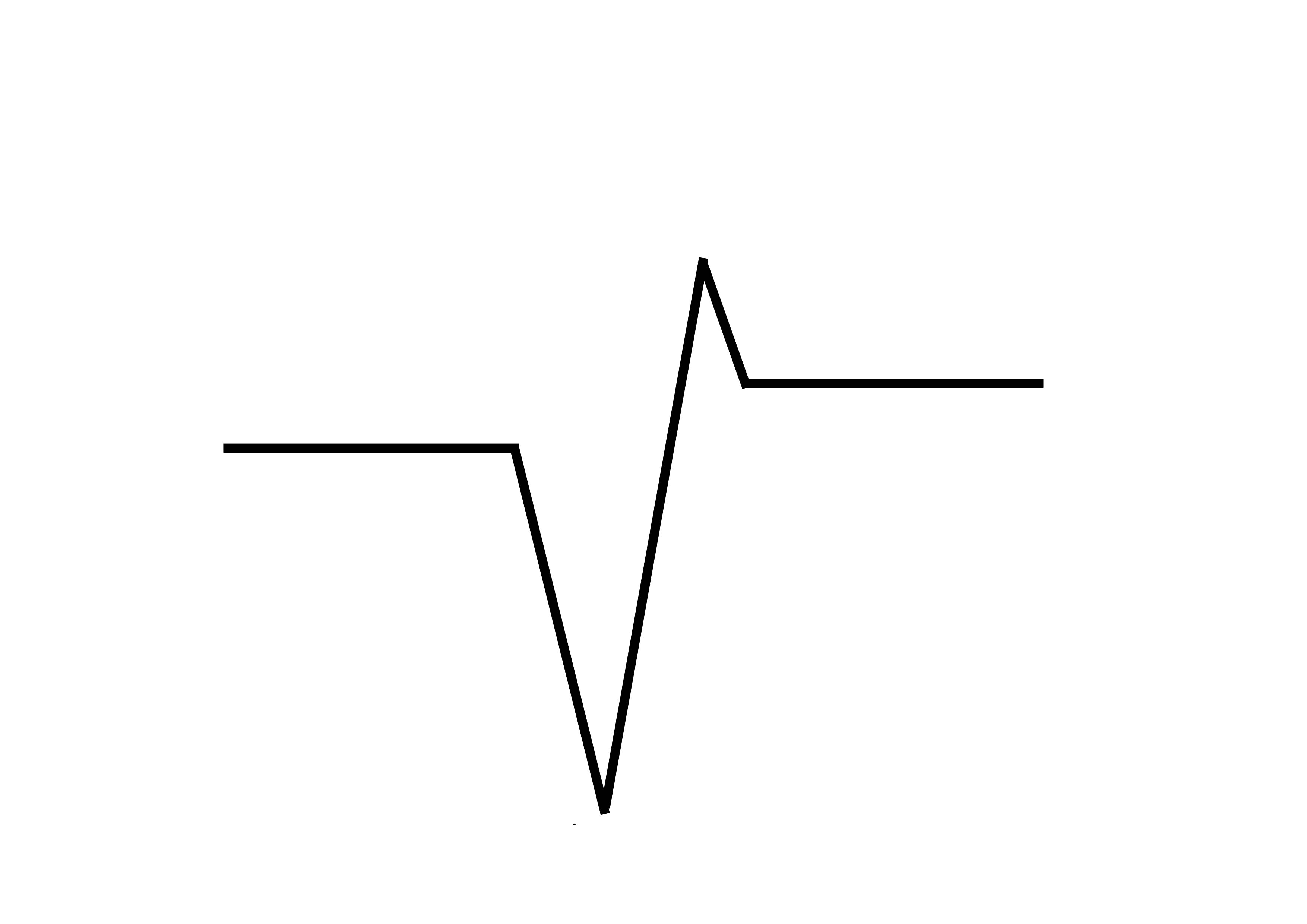
Schematyczne przedstawienie objawu Kuchera w zapisie EKG.

Objaw Kuchera (ang. QR pattern in V1) – obserwowane w EKG zniekształcenie zespołu QRS w postaci zespołu QR obecne w pierwszym odprowadzeniu przedsercowym (V1) mogące wskazywać na ostrą zatorowość płucną. 

## Historia
Objaw Kuchera został po raz pierwszy opisany w 2003 roku przez szwajcarskich lekarzy Nilsa Kuchera, Belindę Nazan Walpoth,  Kerstin Wustmann,   Markusa Noveanu i Marca Gertscha. 

## Definicja
Objaw Kuchera jest to zniekształcenie zespołu QRS w pierwszym odprowadzeniu przedsercowym (V1) z obecnością patologicznego załamka Q ≥ 0.2 mV i okresem repolaryzacji komór serca < 120 ms i może przyjmować postać qR, QR lub też Qr.

## Patofizjologia
Teoretyczny mechanizm powstawania patologicznego załamka Q w objawie Kuchera zakłada, że podczas gwałtownego poszerzenia się prawego przedsionka i prawej komory serca – następującego w wyniku nagłego wzrostu ciśnienia płucnego w następstwie zamknięcia  naczynia tętniczego zatorem – dochodzi do rotacji wektora QRS i jego odsunięcia od pozycji V1.

## Zastosowanie
Objaw Kuchera charakteryzuje się 20% czułością i 100% swoistością i występuje u mniej niż 20% pacjentów. Zgodnie z wytycznymi Europejskiego Towarzystwa Kardiologicznego (ESC) oraz European Respiratory Society (ERS) objaw ten wskazuje na przeciążenie prawej komory serca, zwykle występuje w cięższych przypadkach zatorowości płucnej, natomiast nie jest związany z większym ryzykiem wstrząsu i zgonu pacjenta. 